# Стојан Митић
Стојан Митић (Пирот, 1923 — 2015) био је српски глумац. 

## Биографија
Стојан Митић је рођен 1923. године у Пироту. Као млади дечак, почео је да се бави обућарским занатом што је било типично за пиротску младеж. Бавећи се обућарством, стигао је до звања пословође Обућарске задруге. У то време је први пут играо представу Власт Нушића. 
Као доајен пиротског Народног позоришта, провео је цео радни век у том позоришту, од прве улоге 1949. године до пензионисања 1983. године настављајући да игра и даље, по одласку у пензију.
Одиграо је преко 200 улога у различитим жанровима, бивајући стожер пиротског Народног позоришта. Његов рад, богата глумачка каријера и посвећеност драмској уметности забележени су у монографији Народног позоришта у Пироту.
Награде и признања: Награда „Јоаким Вујић“, 1970. на ВИ Сусретима „Јоаким Вујић“ у Лесковцу, Похвалница „Јоаким Вујић“ 1972. на ВИИИ Сусретима „Јоаким Вујић“ у Зајечару, Награда „Јоаким Вујић“ 1982. на XВИИИ Сусретима „Јоаким Вујић“ у Пироту, Специјална награда 1999. на 35. Сусретима „Јоаким Вујић“ у Пироту, Диплома града Пирота за изузетно залагање и значајна уметничка остварења у глумачком раду 1968, Орден рада са сребрним венцем 1975, јавно признање за допринос култури града Пирота 2004, Награде Народног позоришта Пирот, 1974, 1983, 1994, 2004, Јавно признање за успешан рад у позоришту среског и градског одбора 1954.
Стојан Митић је био члан Удружења драмских уметника Србије од 1962. године